# 堤正之
堤 正之（つつみ まさゆき、1903年〈明治36年〉5月26日 - 1936年〈昭和11年〉6月17日）は、日本の海軍軍人（海兵51期卒）で華族。二・二六事件後に自決した海軍少佐・男爵である。

## 人物・来歴・親族

### 略歴
海軍兵学校（51期）。祖父・堤正誼は福井藩士で、堤は少年時代に郷土の先輩である佐久間勉の殉職に感動し、潜水艦乗りとなった。1928年（昭和3年）海軍水雷学校高等科を修了。海軍潜水学校乙種学生を経て、潜水艦の航海長、第一潜水戦隊参謀などを務めている。海軍大学校（甲種34期）在学中に自決した。高松宮宣仁親王は海大、大井篤、実松譲、豊田隈雄らは海兵、海大ともに同期生である。

### 自決
海大在学中、堤ら学生は、陸軍馬術教官・西竹一（陸軍士官学校第36期、同期生は辻政信、松本博、野中四郎など）に馬術の指導を受けていた。西は学生に「近く変な大きなことが起こる」と語っており、ほどなく二・二六事件が勃発した。なお西は堤の縁戚である。 事件発生の朝、堤は拳銃を携帯しゲートルを巻いた姿で、また堤の机中には軍刀と皮脚絆が準備されていた。海大では通常通り授業が行われたが、堤は大井ら学生に高松宮を宮中へ参内させるよう主張した。学生長の大井は状況がわからぬ我々が動くのは筋違いであると答え、堤と激論になっている。二・二六事件の判決は6月4日に下されたが、堤の自決は6月17日であった。黒潮会記者の杉本健は、堤の葬儀に大物右翼から花輪が贈られていることなどから、二・二六事件を起こした青年将校とのつながりを推測している。しかし、堤は教官の高木惣吉に対し、海軍はなぜ討伐隊を出さないのかと詰め寄っている事実があり、また憲兵の取調べを受けることもなかった。堤の自決の原因は遺書がなかったため明確ではなく、二・二六事件となんらかの関係があることだけは友人の一致した見方である。
1992年〈平成4年〉、NHKで放映された「高松宮日記」に関する番組(保阪正康司会、細川護貞、大井篤、豊田隈雄)の中で、大井が二・二六事件時に堤が学生長の大井に対して高松宮の宮中参内を主張したことを述懐していた。

### 乗艦した潜水艦
- 伊号第五五潜水艦航海長
- 伊号第五七潜水艦航海長
- 呂号第五六潜水艦乗組
- 伊号第三潜水艦水雷長

### 親族
- 祖父 堤正誼
- 父　堤壽（妹の夫に岡村輝彦がいる）[4]
- 妻　安藝(海軍軍医中将・海軍軍医学校長の西勇雄三女）[4]
- 子息　　堤正治（正之の嗣子）
- 娘　　　柴田美枝子（正之の長女）
- 娘　　　長瀬千代子（正之の次女）
- 孫　　　堤正浩（堤正治の長男）
- 孫　　　堤光正（堤正治の次男）
- 孫　　　柴田行延（美枝子の長男、（株）ヤマトメタル及び（株）ニットーコミュニケーションズ代表取締役）
- 孫　　　柴田延明（美枝子の次男、（株）ニットーコミュニケーションズ勤務）
- 孫　　　柴田浩延（美枝子の三男、住友商事勤務）
- 孫　　　大橋弘子（千代子の長女）